# Profeterne i Evighedsfjorden
Profeterne i Evighedsfjorden er den fjerde roman af den dansk-norske forfatter Kim Leine, udgivet i 2012. Historien er opdigtet men lader sig inspirere af historiske begivenheder der fandt sted i slutningen af 1700 tallet. Romanen følger den norsk fødte missionær, Morten Falck, der tager rejsen fra Norge til København og videre til Kolonien Sukkertoppen i Vestgrønland, hvor han udstationers som missionærpræst under den danske konge. Bogen blev i 2013 tildelt Nordisk råds litteraturpris.

## Handling
Romanen begynder i 1793 med en meget intens scene fra et bjerg i Grønland hvor der tilsyneladende forgår et mord på en enke. Bogen springer derefter tilbage i tiden til 1782 hvor vi møder hovedpersonen Morten Pedersen, der rejser fra sin hjemstavn i Norge til København for at studere teologi. I København bruger han dog mere tid på at studere medicin, læse Rousseau om menneskets frihed og undersøge byens nattelivet, end han bruger på sine teologistudier. Efter nogen tid forlover han sig med jomfru Abelone Schultz, men bryder senere forlovelsen, da han beslutter at rejse afsted som missionærpræst til Grønland. Svigtet af Abelone bliver den første af en række synder, Morten må tage på sin samvittighed.
Vi følger Mortens bådrejse til Grønland, hvor han imod kaptajnen og besætnings råd medtager en malkeko. Koen bliver dog i løbet af rejsen mægtig populær da den giver frisk mælk til besætningen.
Morten ankommer til Grønland med store tanker om at omvende de hedenske indfødte. Men i romanens anden del, der forgår i kolonien Sukkertoppen, refererer hvert kapitel til et af de ti bud – eller her elleve – og vi følger hvordan disse brydes et efter et. Hvor første del fortælles fra Morten Pedersens synsvinkel, har hvert kapitel i anden del sin egen hovedfigur og synsvinkelbærer. Vi får bl.a. historien om Mortens møde med Profeterne i Evighedsfjorden, en oprørsmenighed af partisanere, der finder deres egen fortolkning af den kristne lære og pådrager sig den danske konges vrede. Vi får også beretningen om Mortens syndefald, hans tab af værdighed og tro, mens han pådrager sig en skyld, han ikke kan løbe fra, og forelsker sig i den enke, hvis endeligt blev præsenteret allerede i første kapitel. 
I romanens tredje del følger vi Morten Pedersen rejse hjem til Norge og hans oplevelser under branden i København i 1795. Romanens mange tråde samles i slutningen, mens store dele af den danske verden går op i røg.

## Priser
Profeterne i Evighedsfjorden har modtaget flere priser. I 2012 vandt den Weekendavisens litteraturpris og boghandlernes pris De Gyldne Laurbær . I 2013 vandt bogen Politikens Litteraturpris  og Nordisk råds litteraturpris.